# Комета (фильм, 1929)
«Коме́та» (второе название — «Пучина») — немой фильм, поставленный в 1929 году режиссёром и актёром Валерием Инкижиновым по мотивам пьесы татарского писателя Ахмета Рахманкулова «Пучина» («Омут»). Фильм не сохранился.
В кинокартине рассказывается об эксплуатации духовенством и купцами беднейшего татарского населения в дореволюционные годы. В сюжет картины вплетена история любви кучера и служанки купца.

## В ролях
- Галина Кравченко — Зейнабхаят
- Петр Репнин — купец
- Н. П. Беляев — ректор медресе
- Иван Бобров — старший приказчик
- Михаил Яншин — Савва Севрюжкин
- В. Вод — Фатима, служанка купца
- Каюм Поздняков — кучер
- З. Баязедский — Самат-Хальфа
- Б. Бугаев — учитель медресе